# William Johnston (geograf)
Sir William Johnston (Kirkhill, 1802. − 1888.), škotski zemljopisac i kartograf i izdavač koji je djelovao u Edinburghu tijekom 19. stoljeća.
Rođen je u Kirkhillu, naselju grada Cambuslang u škotskoj pokrajini Južni Lanarkshire. Zajedno s mlađim bratom Alexanderom osnovao je kartografsku tvrtku W. & A. K. Johnston koja je od 1840-ih godina nadalje tiskala velik broj zemljovida i nekoliko atlasa, a gotovo svi radovi dvojnog su autorstva. Godine 1848. zbog svojih zasluga W. Johnston dobio je naslov viteza.

## Poveznice
- Alexander Keith Johnston
- Povijest kartografije